# Kristi Zea
Kristina Gwyn „Kristi“ Zea (* 24. Oktober 1948 in New York City, New York) ist eine US-amerikanische Szenenbildnerin, Kostümbildnerin und Filmproduzentin.

## Leben
Zea besuchte zunächst das Middlebury College in Vermont und studierte Anglistik an der Columbia University. In den 1980er Jahren arbeitete sie zunächst als Kostümbildnerin für Alan Parker an dessen Filmen Fame – Der Weg zum Ruhm, Du oder beide und Birdy. An Parkers Thriller Angel Heart wirkte sie 1987 als Artdirector mit. Ab 1986 war sie auch als Filmproduzentin tätig, zu ihren wichtigsten Produktionen zählen Philadelphia, an der sie auch als Assistenzregisseurin mitwirkte sowie Besser geht’s nicht, für die sie gemeinsam mit Bridget Johnson und James L. Brooks für den Oscar in der Kategorie Bester Film nominiert war. Nach 1986 arbeitete sie nur noch sehr selten als Kostümbildnerin, ab 1988 war sie hauptsächlich als Szenenbildnerin tätig. 2009 erhielt sie für ihr Szenenbild in Zeiten des Aufruhrs ihre zweite Oscarnominierung.
Zea ist verheiratet und hat ein Kind.

## Filmografie (Auswahl)

### Als Szenenbildnerin
- 1988: Die Mafiosi-Braut (Married to the Mob)
- 1990: GoodFellas – Drei Jahrzehnte in der Mafia (Goodfellas)
- 1991: Das Schweigen der Lämmer (The Silence of the Lambs)
- 1992: Lorenzos Öl (Lorenzo's Oil)
- 1993: Philadelphia
- 1996: Sleepers
- 2002: Spurwechsel (Changing Lanes)
- 2004: Der Manchurian Kandidat (The Manchurian Candidate)
- 2006: Departed – Unter Feinden (The Departed)
- 2008: Zeiten des Aufruhrs (Revolutionary Road)
- 2009: Shopaholic – Die Schnäppchenjägerin (Confessions of a Shopaholic)
- 2010: Wall Street: Geld schläft nicht (Wall Street: Money Never Sleeps)

### Als Kostümbildnerin
- 1980: Fame – Der Weg zum Ruhm (Fame)
- 1981: Endlose Liebe (Endless Love)
- 1983: Zeit der Zärtlichkeit (Terms of Endearment)
- 1984: Angriff ist die beste Verteidigung (Best Defense)
- 1984: Birdy
- 1984: Die Libelle (The Little Drummer Girl)
- 1985: Silverado

### Als Produzentin
- 1987: Nachrichtenfieber – Broadcast News (Broadcast News)
- 1993: Philadelphia
- 1997: Besser geht’s nicht (As Good as It Gets)

## Auszeichnungen
- 1998: PGA-Awards-Nominierung für Besser geht's nicht
- 1998: Oscar-Nominierung für Besser geht's nicht
- 1998: Golden Satellite Award für Besser geht's nicht
- 1999: Golden-Satellite-Award-Nominierung für Menschenkind
- 2009: Oscar-Nominierung für Zeiten des Aufruhrs
- 2009: BAFTA-Nominierung für Zeiten des Aufruhrs
- 2008: Satellite-Award-Nominierung für Zeiten des Aufruhrs